# Babyboom (TV-serie)
Babyboom var ett program i TV4 Plus som riktade sig till småbarnsföräldrar och gravida. Det hade premiär i september 2004 och hade då Emma Wiklund som programledare. Senare ledde Pernilla Wahlgren programmet.